# Heterophyllaea
Heterophyllaea  es un género con tres especies de plantas con flores perteneciente a la familia de las rubiáceas. Es nativo de Argentina hasta Perú.

## Descripción
Son arbustos pequeños y medianos, inermes, terrestres, con rafidios en los tejidos, en general, con muchas o todas las hojas que nacen en cortos brotes (braquiblastos), generalmente con  glándulas en los tejidos. Hojas opuestas, a menudo pequeñas, con venación terciaria y cuaternaria, a veces ( Heterophyllaea pustulata ) con márgenes aserrados o crenados; estípulas interpeciolares o poco fusionadas alrededor del vástago o bases de los pecíolos persistentes, generalmente con hojas, triangulares, erectas y generalmente planas o quizás imbricadas. Las inflorescencias terminales y en las axilas de las hojas superiores, en algunos en cimas laxas o con flores solitarias, bracteadas pedunculadas. Flores  dulcemente perfumadas, quizás a veces nocturnas;  corola de color blanco a azul oscuro, púrpura o violeta. Fruto capsular, subgloboso; semillas aplanadas, de tamaño mediano, suborbiculares a elipsoides, ligeramente aladas.

## Taxonomía
El género fue descrito por Joseph Dalton Hooker y publicado en Hooker's Icones Plantarum 12. 1873. La especie tipo es: Heterophyllaea pustulata Hook. f. 

## Especies seleccionadas
- Heterophyllaea fiebrigii (K.Krause) Standl. (1936).
- Heterophyllaea lycioides (Rusby) Sandwith (1949).
- Heterophyllaea pustulata Hook.f. (1873).

## Enlaces
- Wikimedia Commons alberga una categoría multimedia sobre Heterophyllaea.

- Datos: Q5747470
- Multimedia: Heterophyllaea / Q5747470
- Especies: Heterophyllaea